# Airbus A220
Airbus A220 este o aeronavă cu fuzelaj îngust, concepută pentru curse regionale și pentru distanțe medii. Aceasta face parte din familia Airbus, fiind dezvoltată inițial de compania Bombardier sub denumirea CSeries. Airbus a preluat programul CSeries în 2018, redenumindu-l A220, asa cum îl știm în prezent. Aeronava este produsă în două variante principale: A220-100 și A220-300. Acesta are ca principali competitori Embraer E2, Boeing 737 MAX 7 și diverse avioane produse de compania COMAC din China. Embraer E2, cu modelele E190-E2 și E195-E2, este cel mai apropiat rival în segmentul regional, oferind costuri mai mici, dar capacitate și autonomie reduse. Boeing 737 MAX 7 concurează prin capacitate mai mare și autonomie extinsă, fiind însă mai puțin eficient pe rute scurte; COMAC ARJ21 și C919 sunt alternative pe piețele asiatice, dar au o integrare globală limitată.
Delta Air Lines este în prezent cel mai mare operator al Airbus A220, având o flotă de peste 70 de aeronave (combinație între modelele A220-100 și A220-300) și alte comenzi plasate.

## Istoric
Proiectul CSeries a fost lansat de Bombardier Aerospace la începutul anilor 2000 pentru a oferi o alternativă mai eficientă pentru avioanele existente în segmentul de 100-150 de locuri. Primul zbor al modelului CS100 (redenumit ulterior A220-100) a avut loc pe 16 septembrie 2013, iar certificarea sa a fost obținută în 2015.
Din cauza dificultăților financiare, Bombardier a vândut o parte majoritară a programului către Airbus în 2018. Airbus a integrat avionul în portofoliul său și a început producția la facilitățile sale din Mirabel, Canada, și mai târziu în Mobile, Alabama, SUA.

## Caracteristici tehnice
Airbus A220 este apreciat pentru eficiența sa ridicată, având un consum redus de combustibil și emisii scăzute de dioxid de carbon. Avionul este echipat cu motoare turboventilatoare Pratt & Whitney PW1500G, care contribuie la o operare silențioasă și economică.

#### Specificații tehnice
| Caracteristică            | A220-100 | A220-300 |
| ------------------------- | -------- | -------- |
| Lungime                   | 35 m     | 38.7 m   |
| Înălțime                  | 11.5 m   | 11.5 m   |
| Diametru fuselaj          | 3.7 m    | 3.7 m    |
| Lățime cabină             | 3.28 m   | 3.28 m   |
| Lungime cabină            | 23.7 m   | 28.6 m   |
| Lungime aripi (anvergura) | 35.1 m   | 35.1 m   |
| Suprafață aripi           | 112.3 m² | 112.3 m² |
| Unghi aripi               | 25°      | 25°      |

#### Informații Operaționale
| Caracteristică                    | A220-100                    | A220-300                    |
| --------------------------------- | --------------------------- | --------------------------- |
| Piloți                            | 2                           | 2                           |
| Motoare                           | 2 x Pratt & Whitney PW1500G | 2 x Pratt & Whitney PW1500G |
| Forță motoare (thrust)            | 89-104 kN per motor         | 89-104 kN per motor         |
| Capacitate pasageri               | 100-130                     | 120-160                     |
| Autonomie                         | 6390 km                     | 6297 km                     |
| Viteză de croazieră               | 829 km/h (Mach 0.78)        | 829 km/h (Mach 0.78)        |
| Viteză maximă                     | 871 km/h (Mach 0.82)        | 871 km/h (Mach 0.82)        |
| Volum în cală (standard/opțional) | 22.7 m³ / 24.3 m³           | 28.6 m³ / 31.6 m³           |
| Distanța de decolare la MTOW      | 1460 m                      | 1850 m                      |

#### Mase maxime autorizate
| Caracteristică                            | A220-100 | A220-300 |
| ----------------------------------------- | -------- | -------- |
| Masă maximă pe rampă                      | 61000 kg | 68000 kg |
| Masă maximă autorizată la decolare (MTOW) | 63100 kg | 70900 kg |
| Masă maximă autorizată la aterizare       | 55800 kg | 61300 kg |
| Masă maximă fără combustibil (MZFW)       | 51000 kg | 58500 kg |
| Capacitate maximă combustibil             | 20400 kg | 24000 kg |
| Masă operațională tipică (gol)            | 41000 kg | 46000 kg |
| Încărcătură tipică maximă (volumetric)    | 27.7 m³  | 28.6 m³  |

## Incidente și accidente
Până în prezent, familia Airbus A220 nu a înregistrat accidente fatale. Cu toate acestea, au existat câteva incidente notabile:
- În anul 2019 Swiss International Air Lines a suspendat temporar operarea aeronavelor A220 după trei cazuri de opriri în zbor ale motoarelor Pratt & Whitney PW1500G, în lunile iulie, septembrie și octombrie. Aceste incidente au fost cauzate de defecțiuni ale motorului, iar compania a efectuat inspecții suplimentare pentru a asigura siguranța zborurilor.[1]
- 1 ianuarie 2024 Un bărbat a decedat după ce a pătruns ilegal în zona de înghețare a aeronavelor la Aeroportul Internațional Salt Lake City și s-a urcat în motorul unei aeronave Delta Air Lines A220 aflate la sol.[2]